# Họ Chuột đuôi sóc nam mỹ
Họ Chuột đuôi sóc nam mỹ (danh pháp khoa học: Chinchillidae) là một họ động vật có vú trong bộ Gặm nhấm. Họ này được Bennett miêu tả năm 1833.

## Phân loại
Ba chi còn tồn tại và ba chi hóa thạch hiện đã được công nhận:
- †Eoviscaccia incertae sedis
- Phân họ Chinchillinae
  - Chinchilla
  - Lagidium
- Phân họ Lagostominae
  - Lagostomus
  - †Pliolagostomus
  - †Prolagostomus

## Hình ảnh

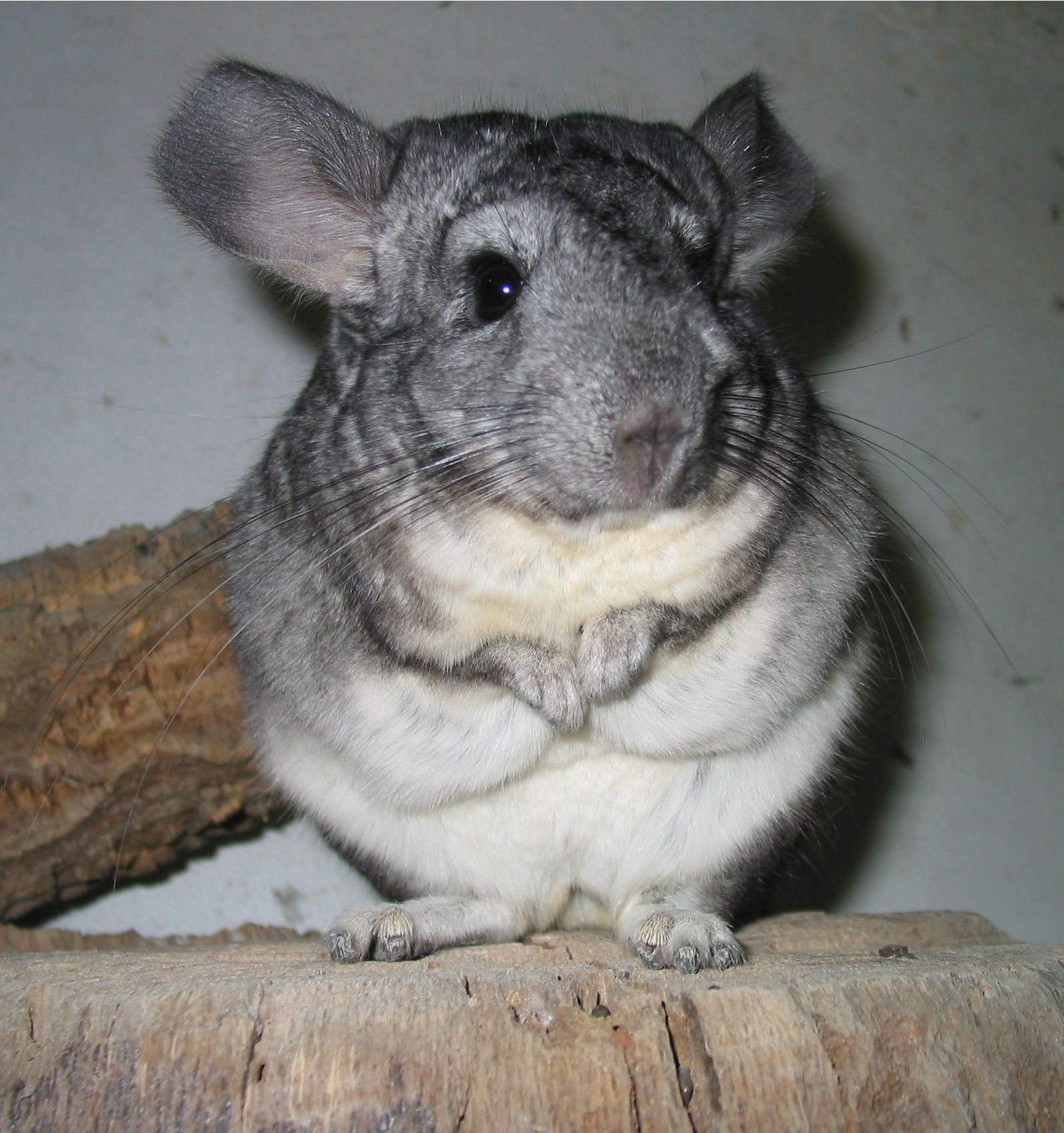
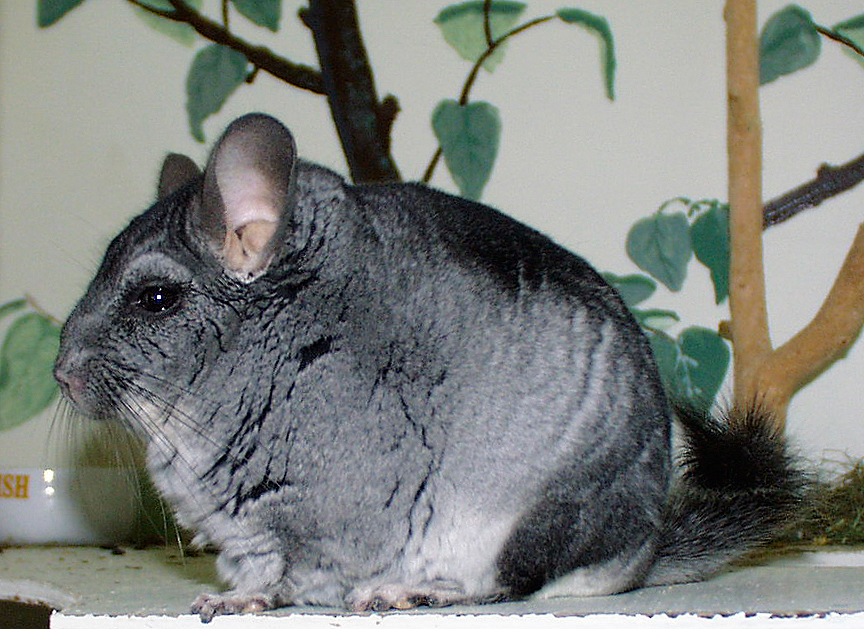
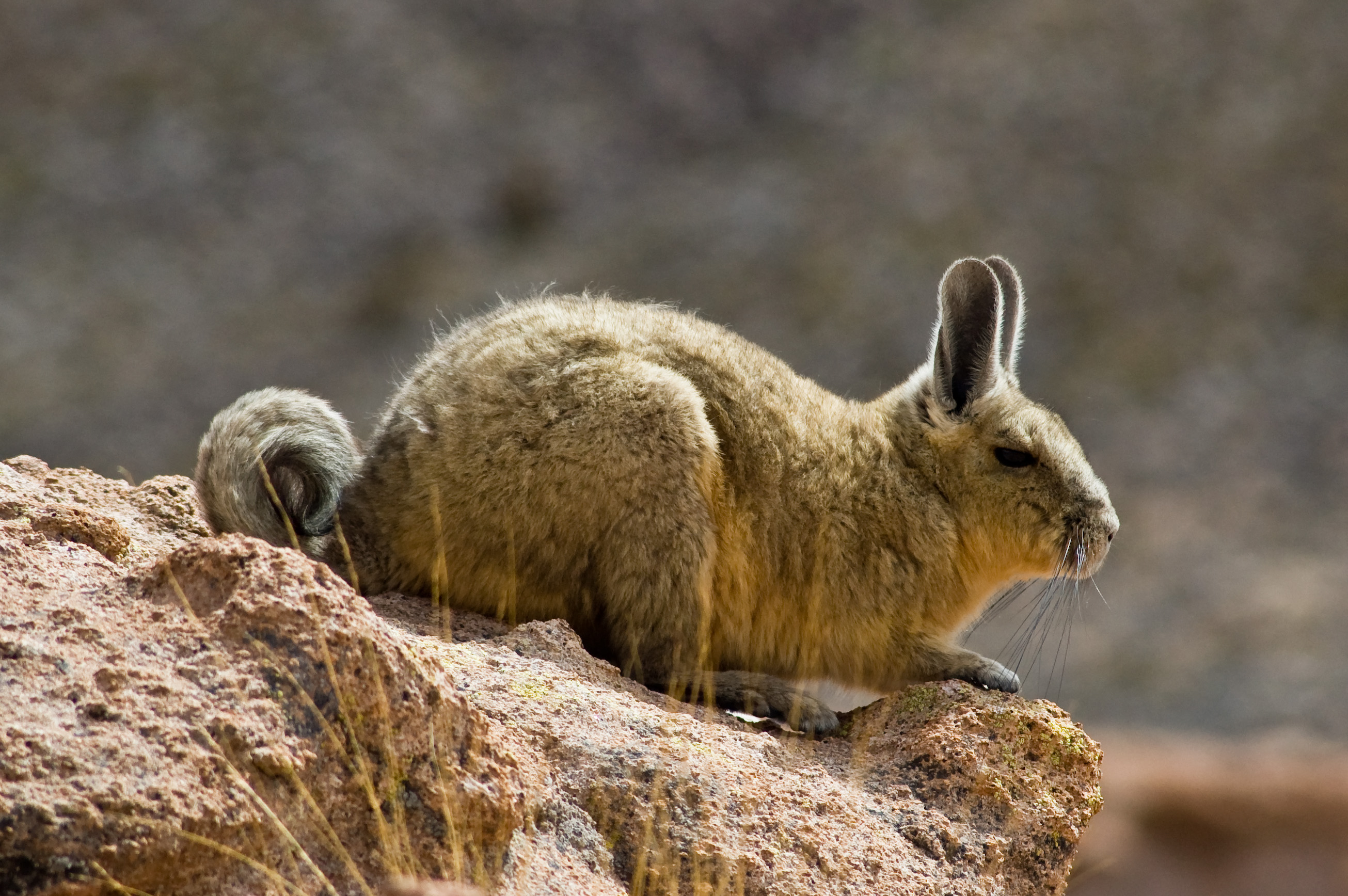
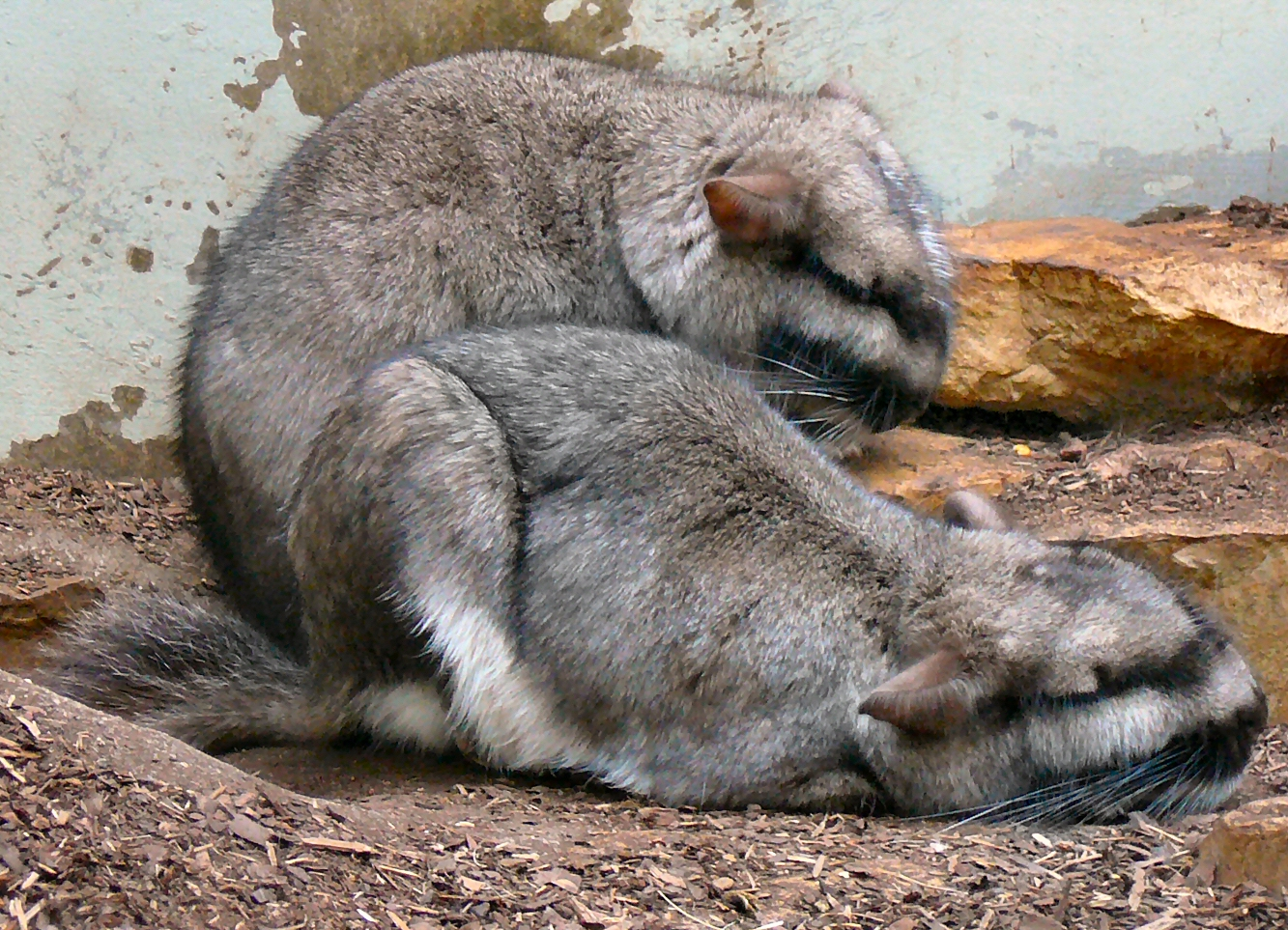